# Aigialeusz (Adrasztosz fia)
Aigialeusz argoszi királyfi (görög betűkkel: Αἰγιαλεύς) görög mitológiai alak, argoszi királyfi, az epigonok egyike. 
Adrasztosz argoszi király és Amphithea argoszi hercegnő, más történetek szerint Démonassza fia, testvére Déipülé és Argeia. Aigialeusz argoszi hercegnek két gyermeke született egy Néleidától: Aigialeia (akit egyes ókori források Adrasztosz leányaként említik és aki Diomédész felesége lett) és Küanipposz, utóbb Argosz királya.
Édesapja és hat másik görög uralkodó együtt vonultak Théba ellen; egyedül Adrasztosz maradt életben. Az apjuk halálát megbosszulandó a hét vezér fia szövetkezett egymással – ők az epigonok. A város ostroma során egyetlen epigon esett el: Aigialeusz, akit Laodamasz thébai király ölt meg. A királyfit a megarai Pagaiban temették el, ahol héroszként tisztelték. Később Sziküón egyik phüléjét róla nevezték el – bár a sziküóni hérosz eredetileg más volt, Adrasztosz, Polübosz fia. Mikor édesapja értesült Aigialeusz haláláról, belehalt bánatába. A megürült argoszi trónt Diomédész töltötte be, aki unokaöccse és veje volt Aigialeusznak.